# Lamont (cráter)

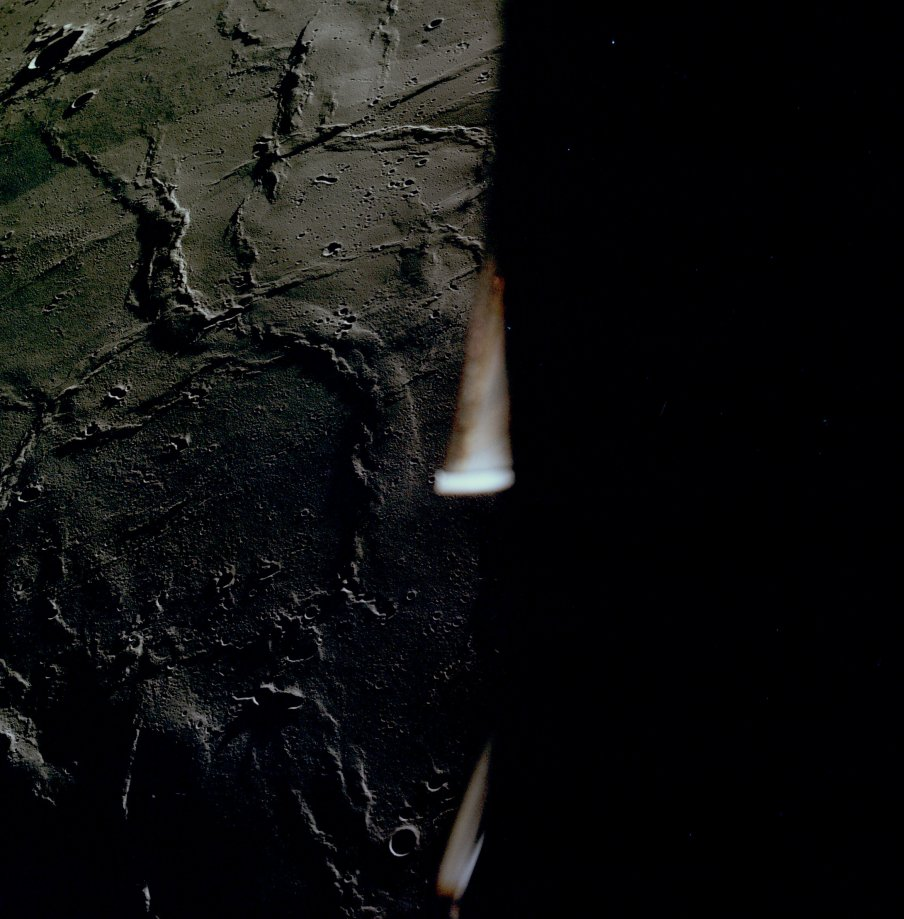
Fotografía de la misión Apolo 11

Lamont es un sistema de crestas bajas en la superficie del Mare Tranquillitatis, que es muy probablemente un cráter de impacto sumergido. Se encuentra al sureste del cráter Arago.
Lamont tiene la forma de dos anillos aproximadamente concéntricos, pero incompletos, con un diámetro interior de 60 km y un diámetro exterior de 120  km (el diámetro oficial es de 75 km). Las crestas irradian lejos del centro de Lamont, excepto en los cuadrantes este y oeste. El sistema de crestas del brocal presenta solo unos pocos cientos de metros de altura, con una anchura que promedia 5 km, siendo algo más gruesa al sureste. Este cráter solo es fácilmente visible con ángulos bajos de iluminación, cuando las sombras destacan las características del terreno.
Está asociado con una concentración de masa (mascon), una región bajo la superficie de material de mayor densidad.
|  |  |